# 13th Ohio Infantry
Treizième régiment d'infanterie de volontaires de l'Ohio
Le 13th Ohio Volunteer Infantry (ou 13th OVI) est un régiment d'infanterie pendant la guerre de Sécession.

## Service

### Régiment de trois mois
Le 13th Ohio Infantry est organisé à Columbus (Ohio), du 20 avril 1861 au 7 mai 1861, sous le commandement du colonel A. S. Piatt en réponse à l'appel du président Lincoln pour 75 000 volontaires. Le régiment part pour le camp Dennison (en) près de Cincinnati, le 9 mai 1861 et reste en service sur place jusqu'au 22 juin 1861 lorsqu'il est organisé en tant que régiment levé pour une période de trois mois. Les hommes qui se sont engagés dans de régiment de trois mois sont libérés entre le 14 août 1861 et le 25 août 1861.

### Régiment de trois ans
Le 13th Ohio Infantry est réorganisé au camp Dennison et est engagé pour un service de trois ans le 22 juin 1861, sous le commandement du colonel William Sooy Smith (en).
Le régiment est attaché à la 2nd brigade de l'armée de l'occupation, de Virginie-Occidentale jusqu'en septembre 1861, à la brigade de Bonham du district de la Kanawha, Virginie occidentale jusqu'en octobre 1861, à la 1re brigade de la division de la Kanawha, Virginie occidentale jusqu'en novembre 1861, à la 17th brigade de l'armée de l'Ohio, jusqu'en décembre 1861, à la 17th brigade de la 3rd division de l'armée de l'Ohio jusqu'en avril 1862, à la 14th brigade de la 5th division de l'armée de l'Ohio jusqu'en septembre 1862, à la 14th brigade de la 5th division du IIe corps de l'armée de l'Ohio jusqu'en novembre 1862, à la 2nd brigade de la 3rd division de l'aile gauche du XIVe corps de l'armée du Cumberland jusqu'en janvier 1863, à la 2nd brigade de la 3rd Division du XXIe corps de l'armée du Cumberland jusqu'en octobre 1863, à la 3rd brigade de la 3e division du IVe corps jusqu'en juin 1865, à la 2e brigade de la 3e division du IVe corps jusqu'en août 1865, au district central du Texas jusqu'en octobre 1865, au sous-district de San Antonio du district centre du Texas jusqu'en décembre 1865.
Après l'expiration des engagements de trois ans en juin 1864, les recrues et les vétérans sont consolidés en un bataillon de quatre compagnies. Le 13th Ohio Infantry est dissous à San Antonio, au Texas, le 5 décembre 1865.

## Service détaillée

### 1861
Il quitte l'Ohio pour Parkersburg, en Virginie-Occidentale, le 30 juin 1861. Il participe à la campagne de Virginie-Occidentale du 6 juillet 1861 au 17 juillet 1861. Il part pour Oakland, en Virginie-Occidentale, le 14 juillet 1861. Il participe à l'expédition de Greenland Gap les 15 et 16 juillet 1861. Il est en service à Sutton jusqu'en septembre 1861. La bataille de Carnifex Ferry le 10 septembre 1861. Il est à Gauley Bridge jusqu'en novembre 1861. Il participe aux opérations dans la vallée de la Kanawha et dans la région de New River du 19 octobre 1861 au 16 novembre 1861. Il est à Gauley Bridge le 3 novembre 1861. Il poursuit Floyd du 12 au 16 novembre 1861. Il est à Cotton Hill et Laurel Creek le 12 novembre 1861. Il est à McCoy's Mills le 15 novembre 1861. Il reçoit l'ordre de partir pour Louisville (Kentucky), et au camp à Jeffersonville (Indiana) jusqu'au 11 décembre 1861. Il est à proximité d'Elizabethtown (Kentucky) jusqu'au 26 décembre 1861 et à Bacon Creek jusqu'au 10 février 1862.

### 1862
Il avance sur Bowling Green (Kentucky), et Nashville (Tennessee), du 10 au 25 février 1862. Il occupe Nashville jusqu'au 17 mars 1862. Il marche sur Savannah, Tennessee, du 17 mars 1862 au 6 avril 1862. Il participe à la bataille de Shiloh les 6 et 7 avril 1862. Il avance sur et assiège Corinth, Missouri, du 29 avril au 30 mai 1862. Il participe à la campagne de Buell dans le nord de l'Alabama et au centre du Tennessee de juin à août 1862. Il marche sur Louisville, Kentucky, à la poursuite de Bragg du 21 août 1862 au 26 septembre 1862. Il poursuit Bragg dans le Kentucky du 1er octobre 1862 au 16 octobre 1862. Lors de la bataille de Perryville, il est en réserve le 8 octobre 1862. Il marche sur Nashville, Tennessee du 16 octobre 1862 au 7 novembre 1862. Il est en service sur place jusqu'au 26 décembre 1862. Il participe à une action à Rural Hill le 18 novembre 1862. Il avance sur Murfreesboro, Tennessee, du 26 au 30 décembre 1862. Il participe à la bataille de Stones River les 30 et 31 décembre 1862 et du 1er janvier 1863 au 3 janvier 1863.

### 1863
Il est en service à Murfreesboro jusqu'en juin 1863. Il est à Stones River Ford, McMinnville, le 4 juin 1863. Il participe à la campagne de Tullahoma du 22 juin 1863 au 7 juillet 1863. Il est à Liberty Gap du 22 au 24 juin 1863. Il occupe le centre du Tennessee jusqu'au 16 août 1863. Il passe les montagnes du Cumberland et la rivière Tennessee, et participe à la campagne de Chickamauga du 16 août 1863 au 22 septembre 1863. Il participe à la bataille de Chickamauga, les 19 et 20 septembre 1863. Il est à Missionary Ridge le 22 septembre 1863. Il participe au siège de Chattanooga du 24 septembre 1863 au 23 novembre 1863. Il participe à la campagne de Chattanooga-Ringgold du 23 au 27 novembre 1863. Il est à Orchard Knob le 23 novembre 1863. Il est à Missionary Ridge les 24 à 25 novembre 1863. Il poursuit jusqu'à Graysville les 26 au 27 novembre 1863. Il marche pour secourir Knoxville (Tennessee) du 28 novembre 1863 au 3 décembre 1863.

### 1864
Il participe aux opérations dans le Tennessee oriental jusqu'en avril 1864. Il participe à la campagne d'Atlanta du 1er mai 1864 au 8 septembre 1864. Il fait des démonstrations sur Rocky Faced Ridge et Dalton, en Géorgie, du 8 au 13 mai 1864. Il participe à la bataille de Resaca du 14 au 15 mai 1864. Il est à Adairsville le 17 mai 1864. Il est à proximité de Kingston les 18 et 19 mai 1864. Il est à proximité de Cassville le 19 mai 1864. Il avance sur Dallas du 22 au 25 mai 1864. Il participe aux opérations sur Pumpkin Vine Creek et aux batailles pour Dallas, New Hope Church et Allatoona Hills du 25 mai 1864 au 5 juin 1864. Il est à Pickett's Mills le 27 mai 1864. Il participe aux opérations pour Marietta et contre Kennesaw Mountain du 10 juin 1864 au 2 juillet 1864. Il est à Pine Hill du 10 au 14 juin 1864. Il est à Lost Mountain du 15 au 17 juin 1864. Les non-vétérans sont libérés le 21 juin 1864. Les vétérans et les recrues sont regroupées en un bataillon. Il mène un assaut sur Kennesaw le 27 juin 1864. Il est à Ruff's Station, Smyrna Camp Ground, le 4 juillet 1864. Il est à Chattahoochie River du 5 au 17 juillet 1864. Il est à Peachtree Creek les 19 et 20 juillet 1864. Il participe au siège d'Atlanta du 22 juillet 1864 au 25 août 1864. Il fait un mouvement de flanc sur Jonesboro du 25 au 30 août 1864. Il participe à la bataille de Jonesboro du 31 août 1864 au 1er septembre 1864. Il est à Lovejoy's Station du 2 au 6 septembre 1864. Il participe aux opérations contre Hood dans le nord de la Géorgie et dans le nord de l'Alabama du 29 septembre 1864 au 3 novembre 1864. Il participe à la campagne de Nashville en novembre et décembre 1864. Il est à Columbia et Duck River du 24 au 27 novembre 1864. Il participe à la bataille de Franklin le 30 novembre 1864. Il participe à la bataille de Nashville le 15 au 16 décembre 1864. Il poursuit Hood jusqu'à la rivière Tennessee du 17 au 28 décembre 1864.

### 1865
Il part pour Huntsville et est en service là-bas jusqu'en mars 1865. Il participe aux opérations en Tennessee oriental du 16 mars au 22 avril 1865. Il est en service à Nashville jusqu'en juin 1865. Il part pour La Nouvelle-Orléans, en Louisiane, le 16 juin 1865, puis au Texas. Il est en service à Green Lake jusqu'au 4 septembre 1865 et à San Antonio (Texas) jusqu'en décembre 1865.

## Pertes
Le régiment perd un total de 221 hommes pendant son service ; 8 officiers et 109 hommes du rang sont tués ou mortellement blessés et 2 officiers et 102 hommes du rang meurent de maladie.

## Commandant
- Colonel A. S. Piatt
- Colonel William Sooy Smith
- Colonel Joseph C. Hawkins
- Lieutenant-colonel Elhannon M. Mast - commande à la bataille de Chickamauga ; tué au combat
- Commandant Dwight Jarvis, Jr. - commande à la bataille de Stones River
- Commandant Joseph T. Snider - commande le bataillon à la bataille de Nashville
- Capitaine Horatio G. Cosgrove - commande à la bataille de Chickamauga à la suite de la mort du lieutenant-colonel Mast